# Godiva rubrolineata
Godiva rubrolineata är en snäckart som beskrevs av Edmunds 1964. Godiva rubrolineata ingår som enda art i släktet Godiva och familjen Facelinidae. Inga underarter finns listade i Catalogue of Life.